# Richie Porte
Richard Julian Porte, més conegut com a Richie Porte (Launceston, Tasmània, 30 de gener de 1985), és un ex-ciclista australià, professional des del 2008 i fins al 2022.

## Biografia
Richie Porte va començar al ciclisme als 21 anys i ràpidament va destacar com a aficionat, acabant 5è al Campionat d'Austràlia de contrarellotge i 4t en el de ruta, el gener de 2008. Això li serví per a ser seleccionat per a l'equip nacional que va prendre part al Tour Down Under. Posteriorment fitxà per l'equip australià Praties, amb el qual va guanyar una etapa del Tour de Wellington. El 2009 pujà al podi del Campionat d'Austràlia contrarellotge i fou 10è al Tour de Langkawi. El 2010 fitxà per l'equip Team Saxo Bank. Al maig acabà setè, alhora que era el millor jove, al Giro d'Itàlia. Prèviament havia guanyat una etapa al Tour de Romandia. El maig de 2011 va ajudar a guanyar el Giro d'Itàlia a Alberto Contador, i el juliol va prendre part en el seu primer Tour de França, en què acabà el 72è.
El 2012 fitxà pel Team Sky i el març de 2013 aconseguí imposar-se a la general de la París-Niça, sent el primer australià a aconseguir-ho. El 2015 repetiria triomf a la prova i s'imposaria a la general de la Volta a Catalunya.
El 2016 fitxà pel BMC Racing on aconseguí al 2017 el Tour Down Under i el Tour de Romandia, i al 2018 la Volta a Suïssa.
El 2019 signà pel Trek-Segafredo on al 2020 venç el Tour Down Under; els darrers dos anys de carrera professional tornaria a l'equip britànic ara anomenat Ineos Grenadiers i on venceria a la general del Critèrium del Dauphiné.

## Palmarès
- 2007
  - 1r al Tour de Bright i vencedor de 2 etapes
- 2008
  - 1r al Tour de Perth i vencedor de 2 etapes
  - 1r al Tour de Tasmània i vencedor de 2 etapes
  - Vencedor d'una etapa del Tour de Wellington
- 2009
  - 1r al Gran Premio Città di Felino
  - Vencedor d'una etapa del Giro del Friuli Venezia Giulia
  - Vencedor d'una etapa del Baby Giro
- 2010
  - Vencedor d'una etapa del Tour de Romandia
  -  1r de la Classificació dels joves al Giro d'Itàlia
- 2011
  - Vencedor d'una etapa de la Volta a Dinamarca
- 2012
  - 1r a la Volta a l'Algarve i vencedor d'una etapa
- 2013
  - 1r a la París-Niça i vencedor de 2 etapes
  - Vencedor d'una etapa a la Volta al País Basc
  - Vencedor d'una etapa del Critèrium Internacional i primer a la classificació per punts
- 2014
  - Vencedor d'una etapa al Tour Down Under
- 2015
  -  Campió d'Austràlia en contrarellotge
  - 1r a la París-Niça i vencedor de 2 etapes
  -  1r a la Volta a Catalunya
  - 1r al Giro del Trentino i vencedor d'una etapa
  - Vencedor d'una etapa a la Volta a l'Algarve
- 2016
  - Vencedor d'una etapa al Tour Down Under
- 2017
  - 1r al Tour Down Under i vencedor de 2 etapes
  - 1r al Tour de Romandia
  - Vencedor d'una etapa a la París-Niça
  - Vencedor d'una etapa al Critèrium del Dauphiné
- 2018
  - 1r a la Volta a Suïssa
  - Vencedor d'una etapa al Tour Down Under
- 2019
  - Vencedor d'una etapa al Tour Down Under
- 2020
  - 1r al Tour Down Under i vencedor d'una etapa
- 2021
  - 1r al Critèrium del Dauphiné

### Resultats al Tour de França
- 2011. 72è de la classificació general
- 2012. 34è de la classificació general
- 2013. 19è de la classificació general
- 2014. 23è de la classificació general
- 2015. 38è de la classificació general
- 2016. 5è de la classificació general
- 2017. Abandona (9a etapa)
- 2018. Abandona (9a etapa)
- 2019. 11è de la classificació general
- 2020. 3r de la classificació general
- 2021. 38è de la classificació general

### Resultats al Giro d'Itàlia
- 2010. 7è de la classificació general.  1r de la Classificació dels joves.  Porta la maglia rosa durant 3 etapes
- 2011. 81è de la classificació general
- 2015. No surt (16a etapa)
- 2022. Abandona (19a etapa)

### Resultats a la Volta a Espanya
- 2012. 68è de la classificació general
- 2018. 84è de la classificació general